# Bitches Brew
Bitches Brew là một album phòng thu đôi của nghệ sĩ nhạc jazz Miles Davis, phát hành vào tháng 4 năm 1970 bởi Columbia Records. Album tiếp nối sự thử nghiệm với nhạc cụ điện trong album trước đó, In a Silent Way. Với việc sử dụng nhạc cụ như piano điện và guitar điện, Davis rời bỏ những "nhịp" (rhythm) jazz truyền thống để thực hiện một phong cách ứng tác ảnh hưởng bởi nhạc rock.
Bitches Brew là album đầu tiên của Davis được chứng nhận vàng; nhờ việc bán hơn nữa triệu bản trên toàn nước Mỹ. Khi mới phát hành, album phải nhận những đánh giá trái chiều, có lẽ do phong cách khác thường và âm thanh thử nghiệm của nó. Hiện nay, Bitches Brew được xem là một trong những album nhạc jazz vĩ đại nhất và nguyên mẫu của thể loại jazz rock, cũng như nguồn cảm hứng lớn cho các nghệ sĩ rock và funk. Album thắng Grammy Award for Best Large Jazz Ensemble Album năm 1971.
Thom Yorke, hát chính của ban nhạc Radiohead, ghi nhận Bitches Brew như nguồn cảm hứng cho album OK Computer (1997): "Nó như thể tạo nên một thứ kỳ vĩ rồi lặng lẽ nhìn nó đổ sụp vậy, đó chính là vẻ đẹp của nó. Đây chính là cốt lõi mà chúng tôi muốn thực hiện với OK Computer."

## Thu âm
Thời kỳ thu âm diễn ra tại Columbia's 30th Street Studio trong ba ngày vào tháng 8 năm 1969. Một vài track trong Bitches Brew đã được luyện tập trước khi thu, nhưng đa số thời gian các nhạc công không biết hoặc biết rất ít họ sẽ thu âm thứ gì. Khi đã ở trong phòng thu, các nhạc công thường chỉ được cho vài lời chỉ dẫn: nhịp độ, vài hợp âm và một số gợi ý về giai điệu. Davis muốn làm việc theo cách này; ông nghĩ rằng nó buộc mỗi nhạc công phải chú ý tới người khác, tới màn biểu diễn của chính họ, và tới chỉ dẫn của Davis, mà có thể thay đổi bất cứ khoảnh khắc nào. Ví dụ, trong "Bitches Brew", có thể nghe được giọng của Davis đưa ra chỉ thị đến những người khác.

## Danh sách track
Toàn bộ các track được sáng tác bởi Miles Davis, trừ khi có ghi chú.
| Mặt một | Mặt một                         | Mặt một    |
| STT     | Nhan đề                         | Thời lượng |
| ------- | ------------------------------- | ---------- |
| 1.      | "Pharaoh's Dance" (Joe Zawinul) | 20:00      |

| Mặt hai | Mặt hai        | Mặt hai    |
| STT     | Nhan đề        | Thời lượng |
| ------- | -------------- | ---------- |
| 2.      | "Bitches Brew" | 26:59      |

| Mặt ba | Mặt ba            | Mặt ba     |
| STT    | Nhan đề           | Thời lượng |
| ------ | ----------------- | ---------- |
| 3.     | "Spanish Key"     | 17:29      |
| 4.     | "John McLaughlin" | 4:26       |

| Mặt bốn | Mặt bốn                      | Mặt bốn    |
| STT     | Nhan đề                      | Thời lượng |
| ------- | ---------------------------- | ---------- |
| 5.      | "Miles Runs the Voodoo Down" | 14:04      |
| 6.      | "Sanctuary" (Wayne Shorter)  | 10:52      |

| Reissue bonus track; 1999 CD release featured a bonus cut recorded in early 1970. | Reissue bonus track; 1999 CD release featured a bonus cut recorded in early 1970. | Reissue bonus track; 1999 CD release featured a bonus cut recorded in early 1970. |
| STT                                                                               | Nhan đề                                                                           | Thời lượng                                                                        |
| --------------------------------------------------------------------------------- | --------------------------------------------------------------------------------- | --------------------------------------------------------------------------------- |
| 7.                                                                                | "Feio" (Wayne Shorter)                                                            | 11:51                                                                             |

## Thành phần tham gia

### Nhạc sĩ
| "Bitches Brew" "John McLaughlin" "Sanctuary" (Shorter) Thu âm ở Columbia Studio B, Thành phố New York 19 tháng 8 năm 1969 - Miles Davis – trumpet - Wayne Shorter – soprano saxophone - Bennie Maupin – bass clarinet - Joe Zawinul – piano điện – Trái - Chick Corea – piano điện – Phải - John McLaughlin – guitar điện - Dave Holland – bass - Harvey Brooks – bass điện - Lenny White – trống – Trái - Jack DeJohnette – trống – Phải - Don Alias – conga - Juma Santos (dưới tên "Jim Riley") – shaker, conga - "John McLaughlin" không có sự tham gia của Brooks, Shorter và Davis - "Sanctuary" không có sự tham gia Maupin, Brooks và White "Miles Runs the Voodoo Down" Thu âm ở Columbia Studio B, Thành phố New York 20 tháng 8 năm 1969 - Miles Davis – trumpet - Wayne Shorter – soprano saxophone - Bennie Maupin – bass clarinet - Joe Zawinul – piano điện – Trái - Chick Corea – piano điện – Phải - John McLaughlin – guitar điện - Dave Holland – bass điện - Harvey Brooks – bass điện - Don Alias – trống – Trái - Jack DeJohnette – trống – Phải - Juma Santos (dưới tên "Jim Riley") – conga | "Spanish Key" "Pharaoh's Dance" (Joe Zawinul) Thu âm ở Columbia Studio B, Thành phố New York 21 tháng 8 năm 1969 - Miles Davis – trumpet - Wayne Shorter – soprano saxophone - Bennie Maupin – bass clarinet - Joe Zawinul – piano điện – Trái - Larry Young – piano điện – Giữa - Chick Corea – piano điện – Phải - John McLaughlin – guitar điện - Dave Holland – bass - Harvey Brooks – bass điện - Lenny White – trống – Trái - Jack DeJohnette – trống – Phải - Don Alias – conga - Juma Santos (dưới tên "Jim Riley") – shaker "Feio" (Wayne Shorter) Thu âm ở Columbia Studio B, Thành phố New York 28 tháng 1 năm 1970 - Miles Davis – trumpet - Wayne Shorter – soprano saxophone - Bennie Maupin – bass clarinet - Joe Zawinul – piano điện – Trái - Chick Corea – piano điện – Phải - John McLaughlin – guitar điện - Dave Holland – bass điện - Billy Cobham – trống – Trái - Jack DeJohnette – trống – Phải - Airto Moreira – bộ gõ và cuica |

### Sản xuất
- Teo Macero – nhà sản xuất
- Frank Laico – kỹ thuật viên (19 tháng 8 năm 1969)
- Stan Tonkel – kỹ thuật viên (các ngày còn lại)
- Mark Wilder – master
- Mati Klarwein – vẽ bìa
- Bob Belden, Michael Cuscuna – nhà sản xuất lần tái phát hành
- Robert Honablue – master